# Luis Sinisterra
Luis Fernando Sinisterra Lucumí (Santander de Quilichao, Cauca, 17 de junio de 1999) es un futbolista colombiano. Juega como extremo y su equipo actual es el AFC Bournemouth de la Premier League.

## Trayectoria

### Once Caldas
Debutó en el equipo caldense en el año 2016, jugando 47 partidos, marcando 6 goles y dando 4 asistencias.

### Feyenoord de Róterdam
El 8 de julio de 2018 fue transferido por 2 millones al Feyernoord desde Once Caldas. Firmó un contrato de tres años con el club. Debutó con el Feyenoord el 27 de septiembre en la victoria por 4-0 al Gemert en la Copa de los Países Bajos.
Su primer gol con el club lo marcó el 8 de agosto de 2019 en la victoria por 4-0 sobre el Dinamo Tbilisi en la fase previa de la Liga Europa de la UEFA. El 29 de septiembre marcó su primer gol en la Eredivisie en la victoria por 5-1 sobre el F. C. Twente, además de dar una asistencia.
El 13 de enero de 2021 marcó su primer gol después de su larga lesión en la temporada 2020-21 para darle la victoria a su club por la mínima sobre PEC Zwolle.
En sus cuatro años en los Países Bajos disputó 113 partidos en los que anotó 35 goles, 23 de ellos en la última temporada.

### Inglaterra
El 7 de julio de 2022 el Leeds United F. C. anunció su fichaje por cinco años. Al inicio del segundo fue prestado al AFC Bournemouth.

## Selección nacional

### Categorías inferiores
En 2018 entrenó con la Selección Colombia antes del Mundial Rusia 2018.
Sinisterra fue seleccionado para jugar con la selección de Colombia sub-20 que jugó el Mundial sub-20 de la FIFA en Polonia. En la antesala del Mundial, anotó el segundo gol de la victoria por 3-1 ante México, en un amistoso disputado en Austria. En el campeonato Sinisterra anotó un doblete frente a Tahití en el último partido de la fase de grupos. Estos serían los únicos 2 goles que anotaría en la Copa Mundial Sub-20.

#### Participaciones en Torneos Juveniles
| Torneo        | Categoría | Sede                | Resultado | PJ | GA | Asis |
| ------------- | --------- | ------------------- | --------- | -- | -- | ---- |
| Juegos Odesur | Sub-20    | Cochabamba, Bolivia | Bronce    | 5  | 2  | 0    |

#### Participaciones en Copas del Mundo Juveniles
| Mundial                     | Categoría | Sede    | Resultado        | PJ | GA | Asis |
| --------------------------- | --------- | ------- | ---------------- | -- | -- | ---- |
| Copa Mundial Sub-20 de 2019 | Sub-20    | Polonia | Cuartos de final | 5  | 2  | 0    |

### Selección de mayores
El 14 de octubre de 2019 recibiría su primer llamado a la Selección Colombia por parte de Queiroz para los amistosos en Europa ante Chile y Argelia. Debutó el 15 de octubre en la derrota 3-0 ante Argelia ingresando en el segundo tiempo por Yairo Moreno. El 24 de septiembre de 2022 marcó su primer gol con la selección nacional en la victoria 4-1 sobre Guatemala por un amistoso internacional. Tres días después hizo su primer doblete en la victoria 2-3 sobre México.
Su primer gol de manera oficial lo hace el 15 de octubre de 2024 en la goleada 4-0 sobre Chile donde ingresa en el segundo tiempo, además hace una asistencia para el tercer gol.

#### Participaciones enEliminatorias al Mundial
| Eliminatoria                               | Sede del Mundial                | Posición               | Resultado  | PJ | GA | Asis |
| ------------------------------------------ | ------------------------------- | ---------------------- | ---------- | -- | -- | ---- |
| Eliminatorias Mundial de Catar 2022        | Catar                           | 6°lugar 23pts          | Eliminado  | 4  | 0  | 0    |
| Eliminatorias Mundial de Norteamérica 2026 | Estados Unidos, México y Canadá | 6°lugar 22pts          | En disputa | 6  | 1  | 1    |
| Total en Eliminatorias                     | Total en Eliminatorias          | Total en Eliminatorias | 0/1        | 10 | 1  | 1    |

#### Participaciones enCopas América
| Torneo            | Sede           | Resultado  | PJ | GA | Asis |
| ----------------- | -------------- | ---------- | -- | -- | ---- |
| Copa América 2024 | Estados Unidos | Subcampeón | 3  | 0  | 0    |

#### Goles internacionales
| # | Fecha                    | Lugar                                         | Rival          | Gol   | Resultado | Competición                |
| - | ------------------------ | --------------------------------------------- | -------------- | ----- | --------- | -------------------------- |
| 1 | 24 de septiembre de 2022 | Red Bull Arena, New Jersey, Estados Unidos    | Guatemala      | 2 - 0 | 4 - 1     | Amistoso                   |
| 2 | 27 de septiembre de 2022 | Levi's Stadium, Santa Clara, Estados Unidos   | México         | 1 - 2 | 3 - 2     | Amistoso                   |
| 3 | 27 de septiembre de 2022 | Levi's Stadium, Santa Clara, Estados Unidos   | México         | 2 - 2 | 3 - 2     | Amistoso                   |
| 4 | 8 de junio de 2024       | Commanders Field, Landover, Estados Unidos    | Estados Unidos | 1 - 5 | 1 - 5     | Amistoso                   |
| 5 | 15 de octubre de 2024    | Estadio Metropolitano, Barranquilla, Colombia | Chile          | 4 - 0 | 4 - 0     | Eliminatorias Mundial 2026 |

## Estadísticas

### Clubes
Actualizado al último partido disputado el 19 de octubre de 2024.
| Club                          | Div.          | Temporada     | Liga  | Liga  | Liga   | Copas nacionales | Copas nacionales | Copas nacionales | Copas internacionales | Copas internacionales | Copas internacionales | Total | Total | Total  |
| Club                          | Div.          | Temporada     | Part. | Goles | Asist. | Part.            | Goles            | Asist.           | Part.                 | Goles                 | Asist.                | Part. | Goles | Asist. |
| ----------------------------- | ------------- | ------------- | ----- | ----- | ------ | ---------------- | ---------------- | ---------------- | --------------------- | --------------------- | --------------------- | ----- | ----- | ------ |
| Once Caldas · Colombia        | 1.ª           | 2016          | 2     | 0     | 0      | 0                | 0                | 0                | ―                     | ―                     | ―                     | 2     | 0     | 0      |
| Once Caldas · Colombia        | 1.ª           | 2017          | 22    | 1     | 1      | 4                | 1                | 0                | ―                     | ―                     | ―                     | 26    | 2     | 1      |
| Once Caldas · Colombia        | 1.ª           | 2018          | 19    | 4     | 4      | 0                | 0                | 0                | ―                     | ―                     | ―                     | 19    | 4     | 4      |
| Once Caldas · Colombia        | Total club    | Total club    | 43    | 5     | 5      | 4                | 1                | 0                | 0                     | 0                     | 0                     | 47    | 6     | 5      |
| Feyenoord · Países Bajos      | 1.ª           | 2018-19       | 5     | 0     | 0      | 2                | 0                | 0                | 0                     | 0                     | 0                     | 7     | 0     | 0      |
| Feyenoord · Países Bajos      | 1.ª           | 2019-20       | 21    | 5     | 4      | 3                | 0                | 2                | 8                     | 2                     | 0                     | 32    | 7     | 6      |
| Feyenoord · Países Bajos      | 1.ª           | 2020-21       | 22    | 4     | 5      | 2                | 1                | 1                | 1                     | 0                     | 0                     | 25    | 5     | 6      |
| Feyenoord · Países Bajos      | 1.ª           | 2021-22       | 30    | 12    | 7      | 1                | 0                | 0                | 18                    | 11                    | 7                     | 49    | 23    | 14     |
| Feyenoord · Países Bajos      | Total club    | Total club    | 78    | 21    | 16     | 8                | 1                | 3                | 27                    | 13                    | 7                     | 113   | 35    | 26     |
| Leeds United F. C. Inglaterra | 1.ª           | 2022-23       | 19    | 5     | 0      | 3                | 2                | 0                | ―                     | ―                     | ―                     | 22    | 7     | 0      |
| Leeds United F. C. Inglaterra | 2.ª           | 2023-24       | 2     | 1     | 0      | 2                | 0                | 0                | ―                     | ―                     | ―                     | 4     | 1     | 0      |
| Leeds United F. C. Inglaterra | Total club    | Total club    | 21    | 6     | 0      | 5                | 2                | 0                | 0                     | 0                     | 0                     | 26    | 8     | 0      |
| AFC Bournemouth Inglaterra    | 1.ª           | 2023-24       | 20    | 2     | 2      | 3                | 1                | 1                | ―                     | ―                     | ―                     | 23    | 3     | 3      |
| AFC Bournemouth Inglaterra    | 1.ª           | 2024-25       | 8     | 1     | 1      | 1                | 0                | 0                | —                     | —                     | —                     | 9     | 1     | 1      |
| AFC Bournemouth Inglaterra    | Total club    | Total club    | 28    | 3     | 3      | 4                | 1                | 1                | 0                     | 0                     | 0                     | 32    | 4     | 4      |
| Total carrera                 | Total carrera | Total carrera | 170   | 35    | 24     | 21               | 5                | 4                | 27                    | 13                    | 7                     | 218   | 53    | 35     |

### Selección
Actualizado al último partido disputado el 15 de octubre de 2024.
| Selección           | Año               | Amistosos | Amistosos | Amistosos | Mundial | Mundial | Mundial | Continental | Continental | Continental | Total | Total | Total |
| Selección           | Año               | Part.     | Goles     | Asis.     | Part.   | Goles   | Asis.   | Part.       | Goles       | Asis.       | Part. | Goles | Asis. |
| ------------------- | ----------------- | --------- | --------- | --------- | ------- | ------- | ------- | ----------- | ----------- | ----------- | ----- | ----- | ----- |
| Sub-20 · Colombia   | 2018              | —         | —         | —         | —       | —       | —       | 5           | 2           | 0           | 5     | 2     | 0     |
| Sub-20 · Colombia   | 2019              | —         | —         | —         | 5       | 2       | 0       | —           | —           | —           | 5     | 2     | 0     |
| Sub-20 · Colombia   | Total             | 0         | 0         | 0         | 5       | 2       | 0       | 5           | 2           | 0           | 10    | 4     | 0     |
| Absoluta · Colombia | 2019              | 1         | 0         | 0         | —       | —       | —       | —           | —           | —           | 1     | 0     | 0     |
| Absoluta · Colombia | 2020              | —         | —         | —         | —       | —       | —       | —           | —           | —           | 0     | 0     | 0     |
| Absoluta · Colombia | 2021              | —         | —         | —         | —       | —       | —       | 2           | 0           | 0           | 2     | 0     | 0     |
| Absoluta · Colombia | 2022              | 2         | 3         | 0         | —       | —       | —       | 2           | 0           | 0           | 4     | 3     | 0     |
| Absoluta · Colombia | 2023              | —         | —         | —         | —       | —       | —       | 4           | 0           | 0           | 4     | 0     | 0     |
| Absoluta · Colombia | 2024              | 2         | 1         | 1         | —       | —       | —       | 5           | 1           | 1           | 7     | 2     | 2     |
| Absoluta · Colombia | Total             | 5         | 4         | 1         | —       | —       | —       | 13          | 1           | 1           | 18    | 5     | 2     |
| Total selecciones   | Total selecciones | 5         | 4         | 1         | 5       | 2       | 0       | 18          | 3           | 1           | 28    | 9     | 2     |

## Palmarés

### Campeonatos nacionales
| Título                        | Club      | País         | Año  |
| ----------------------------- | --------- | ------------ | ---- |
| Supercopa de los Países Bajos | Feyenoord | Países Bajos | 2018 |

### Campeonatos internacionales
| Título           | Equipo                       | Sede       | Año  |
| ---------------- | ---------------------------- | ---------- | ---- |
| en Suramericanos | Selección de Colombia sub-20 | Cochabamba | 2018 |

### Distinciones individuales
| Distinción                                          | Año  |
| --------------------------------------------------- | ---- |
| Mejor jugador del Feyenoord en el mes de septiembre | 2019 |
| Mejor jugador del Feyenoord en el mes de octubre    | 2019 |
| Mejor jugador del Feyenoord en la temporada 2019/20 | 2020 |
| Mejor jugador joven extranjero de la Eredivisie     | 2020 |

## Estilo de juego
El mismo delantero declaró en una entrevista que su «fútbol se parece al de Juan Guillermo Cuadrado», quien además es su modelo de futbolista.